# World of Warplanes
World of Warplanes je akční MMO hra zasazená do zlatého věku vojenského letectví. Hra vrhá hráče do nekonečné bitvy o nadvládu na obloze a umožňuje leteckým nadšencům věnovat se plnohodnotné kariéře virtuálních pilotů a získávat křídla v intenzivních bitvách 12 proti 12, kde nadvláda ve vzduchu závisí nejen na rychlém prstu na spoušti, ale také na koordinované týmové práci. Je od společnosti Wargaming, vývojem byla pověřena společnost Persha Studia, spuštěná v Evropě 13. listopadu 2013 a „znovuspuštěna“ po zapracování zásadních změn do updatu 2.0 (listopad 2017).

## Vývoj
V červnu 2011 oznámil Wargaming novou hru World of Warplanes, která bude vystavěna na podobných základech jako jejich velmi úspěšný World of Tanks. Hra vstoupila do alfa testování v únoru 2012, do uzavřeného testování o tři měsíce později. Otevřené betatestování začalo 4. července 2013 a v listopadu 2013 byla hra spuštěna v ostré verzi 1.0. Od spuštění ostré verze 1.0 byla hra mnohokrát aktualizována.

### Vybrané aktualizace
- 1.7 zavedení Denních misí[8]; po krátkém stáhnutí následovalo znovuzavedení v aktualizaci 1.9.1[9]
- 1.8 zavedení Žetonů – nový druh měny[10]
- 1.8.3 zavedení prvních národních kamufláží[11]
- 1.9 zavedením vylepšených botů do hry docíleno zkrácení čekací doby na start bitvy (doplnění týmů boty)[12]
- 1.9.4 zavedení odměn za splnění všech tří obtížností denní mise žetony[13]
- 1.9.5 přinesla kompletně přepracovaný systém vývoje posádky a vylepšený systém letu poblíž země: kolize letadla s objekty nemusí znamenat nutně, jako do té doby, destrukci letadla, ale postupné poškození[14]
- 1.9.9 zavedení ženských osádek s jedinečnými vlastnostmi[15]
- 1.9.10 zavedení národních emblémů[16]
- 2.0 komplexní přelomová aktualizace: nový herní režim Dobývání a zrušení režimu Nadvláda; resetování statistik (historicky dosažené úspěchy, statistiky přesunuty do archivu); výcvikové mise odměňované zlaťáky; možnost opětovného nasazení – respawn; částečné opravování a opravování během bitvy; doplňování závěsných zbraní; zavedení nové třídy letadel – bombardér; změny ve fyzice a vlastnostech letadel s cílem zvýraznit jednotlivé typy letadel; možnost ovládání „zadního“ střelce; zrušení zaměřovacího bodu pro usnadnění před měření při střelbě; zavedení bodů mistrovství v souvislosti s plněním rolí pilotovaného letadla; možnost opětovného použití spotřebních doplňků v bitvě; zavedení neutrální strany v bitvách; změny pozemních cílů a související přepracování map;[4] [17]
- 2.0.3 pravděpodobně zavedení Operačních rozkazů[18]
- 2.0.4 nasazení časově omezené globální události s novými herními režimy Invaze a Oslabení[19] s názvem Operace Westwall
- 2.0.4.5 zavedení systému hodnocení hráče[20]
- 2.0.5 zaveden systém nazvaný Postup 2.0: možnost dosažení Speciální konfigurace pro letadla; možnost dosažení Elitního stavu letadla; změny ve vybavení letadel a možnost Vylepšování a Kalibrace vybavení za využití nově zavedených Materiálů do hry; možnost zkušebního letu pro testování zvolené kombinace vybavení letadla v bitvě[21]
- 2.0.6 zavedena funkce tzv. zásobovací služba[22]
- 2.0.9 zaveden nový typ spotřebního doplňku Posilovače zvyšující, podle druhu, příjem zkušeností letounu, posádky, volných zkušeností a nebo kreditů; možnost získání prémiových letadel za žetony (série misí časově neomezená lze splnit nebo ukončit vyplacením žetonů)[23]
- 2.0.13 přidán systém Denních odměn[24]
- 2.1 změna francouzského technologického stromu na evropský s možností přepnutí národa pro „evropská“ letadla[25]

### Hudba
28. února 2014 byla zveřejněna zpráva o dostupnosti oficiálního soundtracku hry. Autorem hudby Mikhail Kotov. Soundtrack nahrán v nahrávacím studiu Abbey Road Studios. Soundtrack obsahuje celkem 8 skladeb o celkové délce 26:57 a je možné jej legálně stáhnout z oficiálních stránek hry, ale i prostřednictvím různých placených služeb (např. Play Google, iTunes Apple aj.):
- 1 На взлет! / Get Airborne! 4:06
- 2 Арктика / Arctic 3:03
- 3 Азиатская граница / Asian Border 3:37
- 4 Залив / Bay 3:08
- 5 Восточный фронт / Eastern Front 3:20
- 6 Фьорды / Fjords 3:08
- 7 Маяк / Lighthouse 3:39
- 8 Главная тема / Main Theme 2:56

### Spolupráce s Bruce Dickensonem z Iron Maiden
18. června byla uveřejněna zpráva o spolupráci s Bruce Dickensonem z Iron Maiden. V rámci projektu v roce 2018 vznikl videoklip „World of Warplanes | Aces High“ s hudebním podkladem od Iron Maiden a animacemi kombinující archivní letecké záběry se záběry z enginu hry. Dále bylo natočeno 10 dílů Bruce Dickinson Warplane Diaries (Deníky válečných letadel Bruce Dickinsona) zveřejněných např. pomocí novinek na oficiálních stránkách a také na oficiálním YouTube kanálu Wargaming Europe.
Další spolupráce byla potvrzena zprávou z 6. června 2019 především o rozšíření video série o díly věnované sovětské technice.
Do hry také byl zakomponován speciální obsah:
- britský dárkový stíhač Supermarine Spitfire Vb IM,[30] který hráči mohli získat prostřednictvím speciálního maratónu misí (srpen 2018)[31]. Letadlo se také objevuje ve výše zmíněném videoklipu
- britský dárkový těžký stíhač Bristol Beaufighter V IM[32]

#### Přehled dílů I. série Deníků válečných letadel Bruce Dickinsona
1. Bruce Dickinson Warplanes Diaries: Hawker Hurricane 2:33
2. Bruce Dickinson Warplanes Diaries: Messerschmitt BF 109 3:06
3. Bruce Dickinson Warplanes Diaries: Focke-Wulf FW 190 2:14
4. Bruce Dickinson Warplanes Diaries: De Haviland Mosquito 3:35
5. Bruce Dickinson Warplane Diaries: Boeing B-17 Flying Fortress 2:43
6. Bruce Dickinson Warplanes Diaries: Hawker Tempest 2:16
7. Bruce Dickinson Warplane Diaries: Stuka JU87 1:34
8. Bruce Dickinson Warplane Diaries: Spitfire 2:41
9. Bruce Dickinson Warplane Diaries: P51 Mustang NA-73 2:49
10. Bruce Dickinson Warplane Diaries: Messerschmitt Bf 110 2:31

### Možná spolupráce s Sabaton
16. srpna 2018 na oficiálních stránkách World of Tanks byla uveřejněná zpráva o spolupráci švédské power metalové skupiny Sabaton, ačkoli první konkrétní výsledek práce se váže k WoT (world of tanks), zejména ze zprávy na oficiálních stránkách skupiny lze předpokládat, že do budoucna je možná spolupráce i na projektech World of Warships a World of Warplanes.

### Česká stopa
- stíhač Lavočkin La-5 česká národní kamufláž[11]
- bitevník Iljušin Il-2 dvoumístný národní kamufláž[19]
- dárkové letadlo stíhač Avia B-534 (prvorepublikový standardní stíhač – dvouplošník)[25]
- prémiový stíhač Avia Bk-534 (verze stíhače Avia B-534 s 20mm kanónem ve vrtulové hřídeli)[25]
- prémiový více účelový stíhač Avia S-199 Sakeen (vyrobeno v ČSR po 2. sv. válce a prodáno Izraeli, ve hře v barvách Izraele)[25]

## Hratelnost
Základem hry jsou, stejně jako u World of Tanks, týmové bitvy, v nichž je nutné ničit letadla nepřátelského týmu i pozemní cíle. Hráč má na výběr z pěti typů letadel – stíhač, víceúčelový stíhač, těžký stíhač, bitevník a bombardér. Ovládání je možné na joysticku, gamepadu i klávesnici a myši, jelikož byla fyzika letu výrazně zjednodušena.

## Mapy
Hra má přinést realitou inspirované oblasti s proměnlivým počasím, které by se mělo podepisovat na ovladatelnosti letadel.

## Propojení s World of Tanks a World of Warplanes
Sjednocení prémiových účtů bylo anoncováno zprávou ze dne 30. května 2013 a zavedení potvrzeno oficiální zprávou 28. srpna 2013. Hra nebude mít společné bitvy, jak se v minulosti předpokládalo, ale pouze společnou ekonomiku a Klanové války, ve kterých hráči bojují za svůj klan o teritoria na mapě světa. Společné jsou však získané prostředky a zkušenosti i prémiový účet.

## Módy
Stejně jako World of Tanks, i World of Warplanes disponuje velkou tolerancí k uživatelským módům, které hry mění na straně klienta. Vše se tedy děje pouze u uživatelů a celková hra není dílčími změnami ovlivněna.